# Medelpads södra pastorat
Medelpads södra pastorat är ett pastorat i Medelpads kontrakt i stiftet Härnösands stift i Svenska kyrkan.
Pastoratskoden är 100704.
Pastoratet bildades 1 januari 2025 genom sammanläggning av enförsamlingspastoraten Borgsjö-Haverö pastorat, Njurunda pastorat, Selångers pastorat, Stöde pastorat, Sundsvalls pastorat, Torps pastorat och Tuna-Attmars pastorat.

Pastoratet omfattar följande församlingar:
- Borgsjö-Haverö församling
- Njurunda församling
- Selångers församling
- Stöde församling
- Sundsvalls församling
- Torps församling
- Tuna-Attmars församling